# Jan Karlsson (zápasník)
Jan Egon Karlsson (* 15. listopadu 1945 Trollhättan, Švédsko) je bývalý švédský zápasník. Startoval na třech olympijských hrách vždy v obou stylech, v roce 1972 v Mnichově vybojoval stříbro ve volném stylu a bronz v řecko-římském. Je držitelem stříbrné a bronzové medaile z mistrovství světa a dvou stříbrných a dvou bronzových z mistrovství Evropy.